# Код стука
| Кириллический алфавит кода стука' |   |     |   |   |   |     |
|                                   | 1 | 2   | 3 | 4 | 5 | 6   |
| 1                                 | А | Б   | В | Г | Д | Е/Ё |
| 2                                 | Ж | З   | И | К | Л | М   |
| 3                                 | Н | О   | П | Р | С | Т   |
| 4                                 | У | Ф   | Х | Ц | Ч | Ш   |
| 5                                 | Щ | Ъ/Ь | Ы | Э | Ю | Я   |

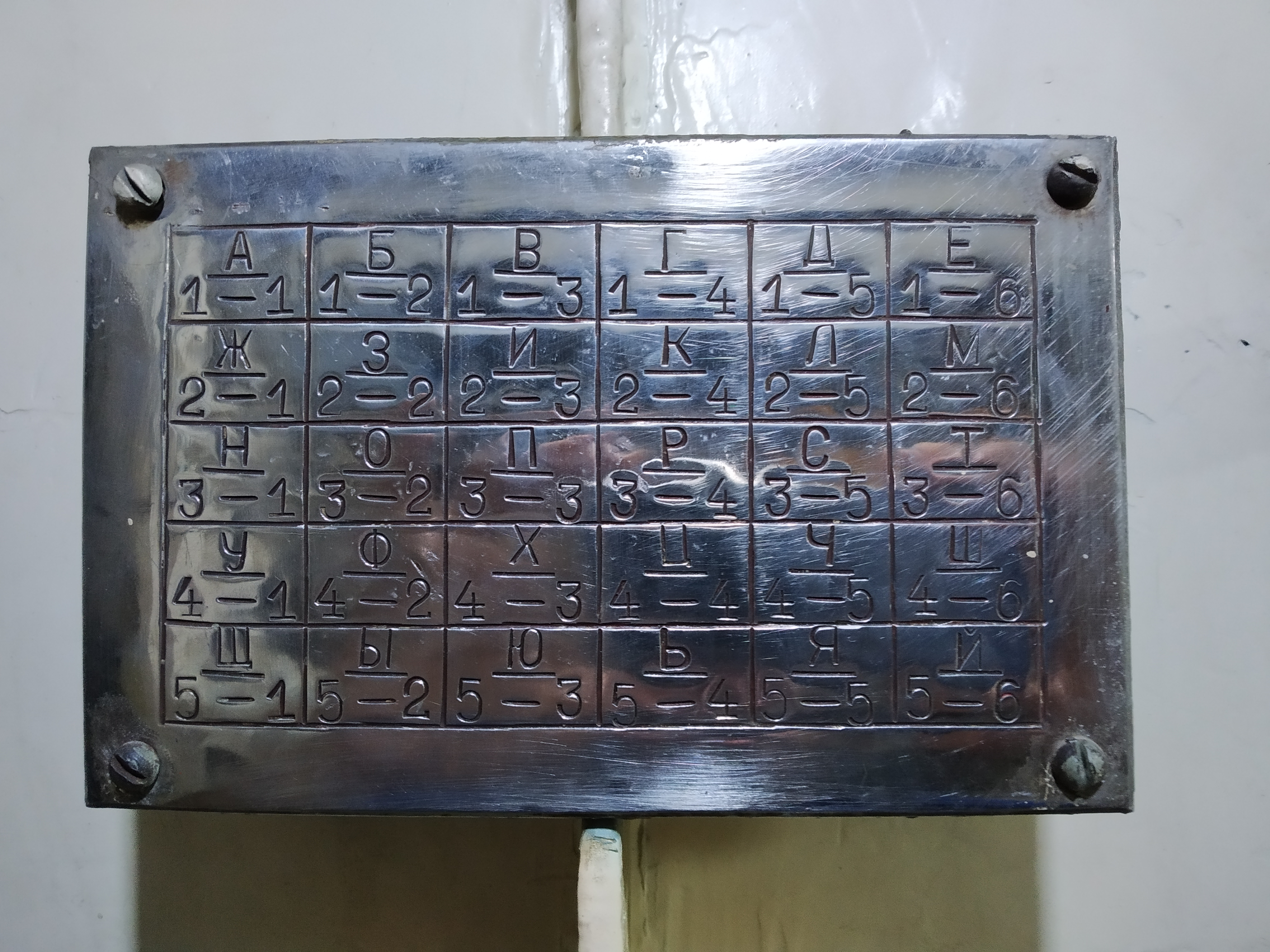
Код стука в подводной лодке КРИ Пасопати

Код стука (также «Тюремная „морзянка“», «Тюремная азбука») — способ знакового кодирования, при котором буквы алфавита передаются только с помощью стука. В отличие от Азбуки Морзе, используется лишь один звук/сигнал (а не два — точка и тире).
Алфавит зашифровывается в виде Квадрата Полибия, где для передачи буквы сначала выстукивается номер её ряда, а затем, после паузы — номер столбца. Схожие буквы объединяются в одну клетку.
Цифры кодируются соответственным количеством количеством ударов. При ошибке делают частые удары.
Код применялся для общения в тюрьмах русскими революционерами.
Код стука используется и придуман заключёнными для общения. Обычно они постукивают по металлу или стенам в камере.

## История
Считается, что код придуман в 1826 года в Петропавловской крепости декабристами — братьями Бестужевыми.
Михаил Бестужев составил шифровальную таблицу и начертил обгорелым концом прута из веника на странице примечаний к 9 тому «Истории государства Российского» Карамзина.

Николай Морозов (редактор женевской газеты «Работник») утверждал, политзаключенные 1870-х годах придумали перестукивание заново.